# Paulinenaue
Paulinenaue é um município da Alemanha, situado no distrito de Havelland, no estado de Brandemburgo. Tem 31,61 km² de área, e sua população em 2019 foi estimada em 1.348 habitantes.